# Mundraga Bay
Die Mundraga Bay (englisch; bulgarisch залив Мундрага saliw Mundraga; im Vereinigten Königreich Rott Inlet) ist eine 23 km lange und 28,6 km breite Bucht an der Nordenskjöld-Küste des Grahamlands auf der Antarktischen Halbinsel. Sie liegt östlich des Fothergill Point und westlich des Kap Sobral.
Die bulgarische Kommission für Antarktische Geographische Namen benannte sie 2011 nach einer mittelalterlichen Festung im Nordosten Bulgariens. Das UK Antarctic Place-Names Committee benannte sie 2012 dagegen nach dem österreichischen Glaziologen Helmut Rott von der Universität Innsbruck, der sich mit dem Auseinanderbrechen des Larsen-Schelfeises beschäftigt hatte.